# 云南松
云南松（学名：Pinus yunnanensis）为松科松属的植物。别名“青松”、“飞松”、“长毛松”（云南）。种加词 yunnanensis 意为“云南的”。

## 形态
常绿乔木，高可达30米，小枝粗。树皮灰褐色。叶通常3针一束，不下垂或微下垂，长10～30厘米，叶鞘宿存。圆锥状卵圆形球果，上部渐狭，长5～9厘米，鳞盾平或肥大隆起。近卵圆形或倒卵形的种子有长翅，微扁。果期翌年10－11月。

## 分布
中国特有植物；分布于菲律宾、缅甸以及中国大陆的云南、西藏、广西、四川、贵州等地；生长于海拔400米至3,500米的地区，一般生于山谷纯林中、瘠薄干阳坡、山坡、丘陵、红壤坡地、河谷、林中和向阳地，目前已由人工引种栽培。

## 异名
- Pinus yunnanensis Franch. var. pygmaea (Hsueh) Hsueh
- Pinus yunnanensis Franch. var. tenuifolia Cheng et Y. W. Law